# Trevor Stines
Trevor John Stines (nascido em 15 de julho de 1996) é um ator americano. Ele é conhecido por interpretar Jason Blossom na série de televisão Riverdale. Ele também foi visto em alguns curtas-metragens, como Spencer, A Tragic Love Story.

## Vida pessoal
Ele veio de uma pequena cidade chamada Olympia, Washington. Seus pais eram ambos policiais, aposentados agora. Ele se mudou para Los Angeles, Califórnia, dois anos antes de aparecer em Riverdale. Segundo ele, ele tinha uma vida amorosa muito complicada. Mas como ele disse que agora ele está finalmente começando a ver o amor verdadeiro, existe uma chance possível dele namorar alguém.

## Filmografia

### Filmes
| Ano  | Título                | Papel       | Notas          |
| ---- | --------------------- | ----------- | -------------- |
| 2015 | A Tragic Love Story   | Chester     | Curta-metragem |
| 2016 | The Amityville Terror | Brett       |                |
| 2016 | Spen/cer              | Paul Watson | Curta-metragem |

### Televisão
| Ano           | Título      | Papel            | Notas                             |
| ------------- | ----------- | ---------------- | --------------------------------- |
| 2013          | The Fosters | Tristan Chacones | 2 episódios                       |
| 2017–presente | Riverdale   | Jason Blossom    | 20 episódios                      |
| 2017–presente | Riverdale   | Clifford Blossom | Episódio: “O Clube da Meia-Noite” |